# Burg Treis

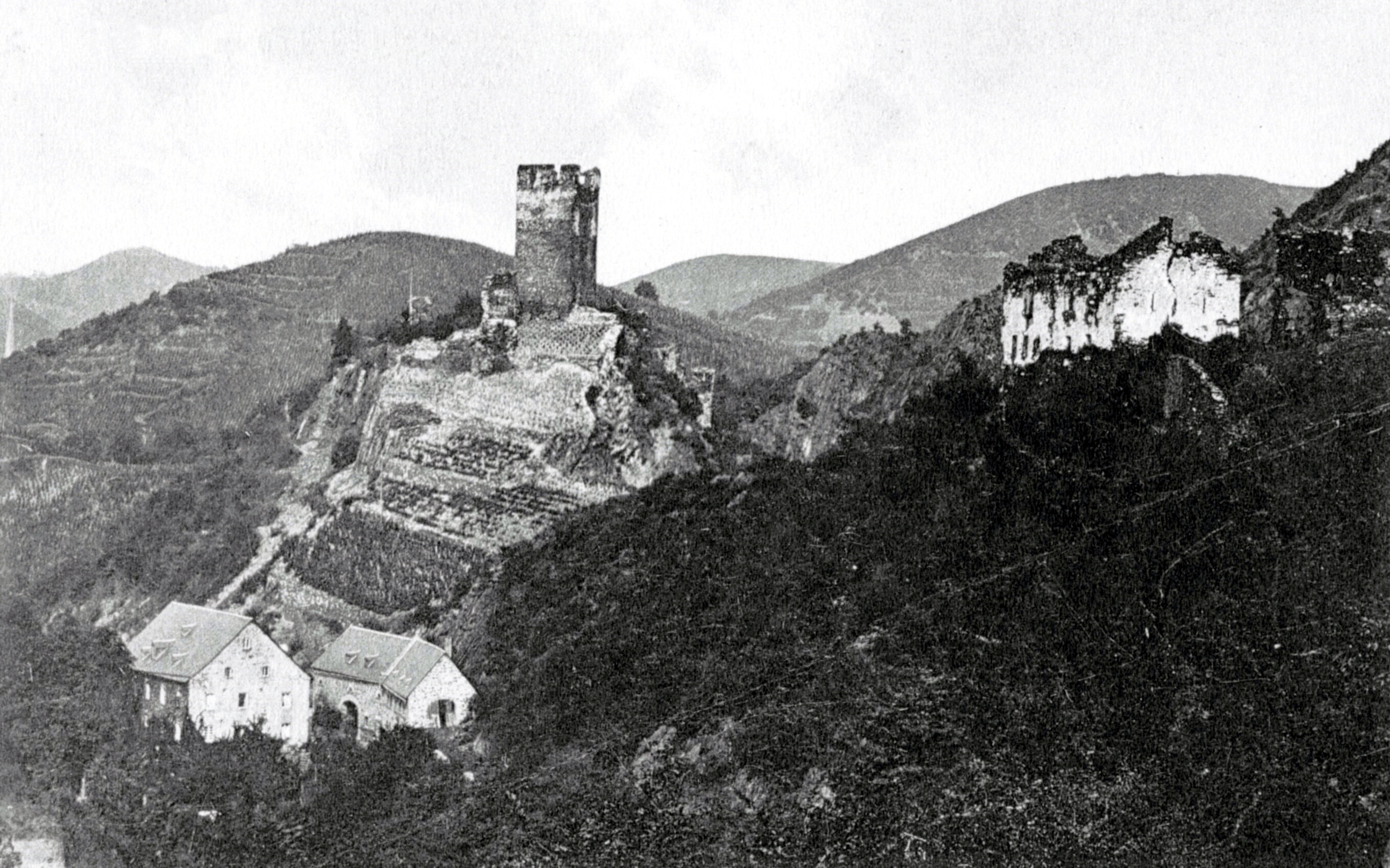
Burg Treis (links) und Wildburg (rechts) um 1910

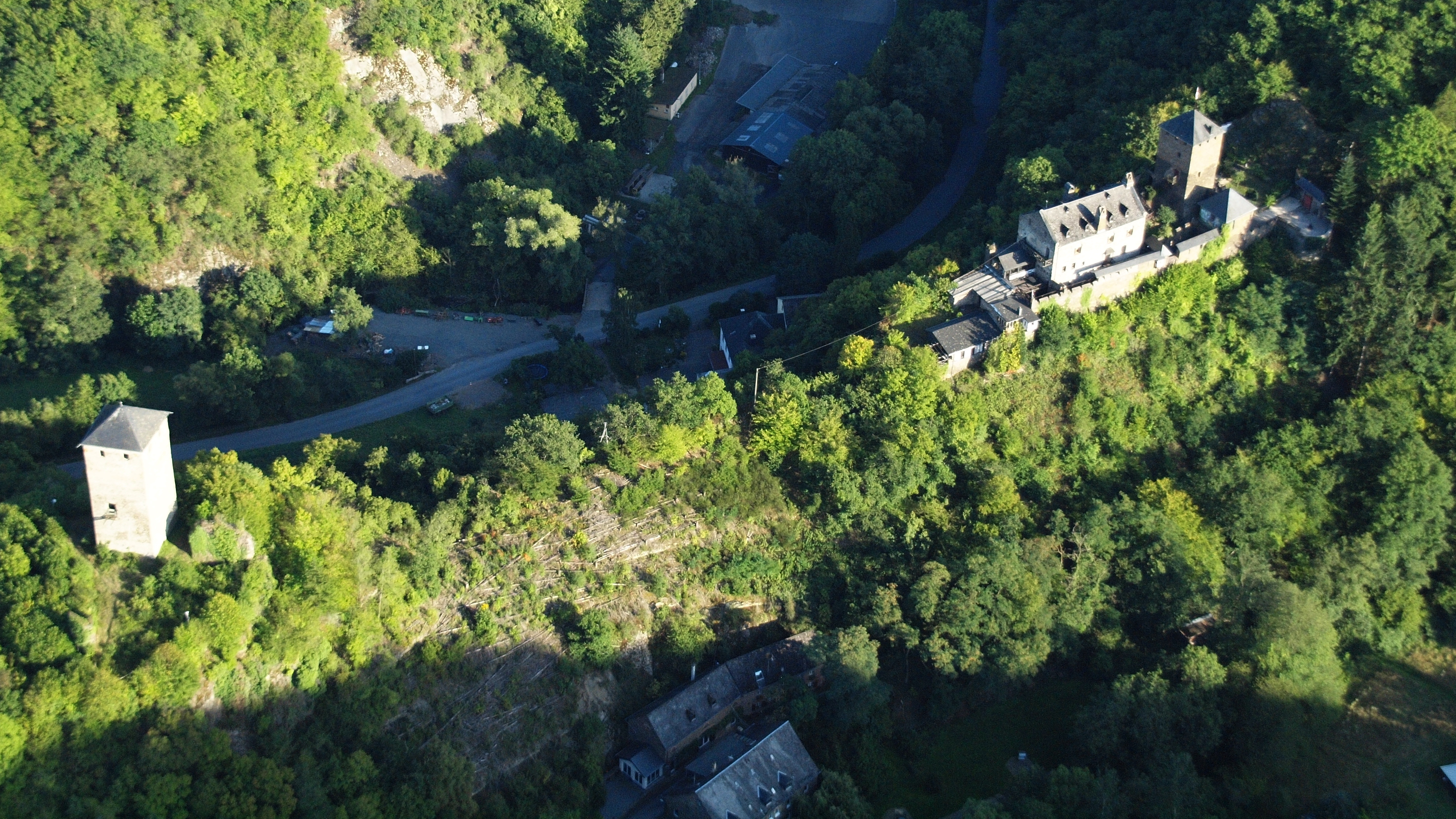
Burg Treis, Luftaufnahme (2015)

Burg Treis, auch Treisburg genannt, ist die Ruine einer Höhenburg in der Gemeinde Treis-Karden an der Mosel im Landkreis Cochem-Zell in Rheinland-Pfalz. Sie befindet sich 30 Kilometer Luftlinie südwestlich von Koblenz.

## Geografische Lage
Die Ruine steht auf einem von den beiden aus dem Hunsrück kommenden Bächen Flaumbach und Dünnbach umflossenen Bergsporn und liegt etwa 70 Meter über dem Zusammenfluss beider Bäche. Auf demselben Bergsporn, nur durch eine Mulde getrennt, befindet sich die wenige hundert Meter entfernt gelegene Wildburg. Die Burganlage liegt in einer Höhe von 157 Metern über NN etwa einen Kilometer südlich von Treis etwas abseits des Moseltals.

## Geschichte
Das genaue Datum der Errichtung der Burg liegt im Dunklen der Geschichte. Ein Turm stand dort vielleicht schon in der zweiten Hälfte des 11. Jahrhunderts. Sehr wahrscheinlich wurde die Burg aber von Otto I. von Salm nach 1115 erbaut, in seinem Kampf um die Wiedererlangung der Pfalzgrafschaft bei Rhein für seinen minderjährigen Stiefsohn Siegfried II. von Ballenstedt aus dem Haus der Askanier, dem Kaiser Heinrich V. sie nach dem Tod seines Vaters Siegfried I. abgenommen hatte, um sie seinem Getreuen Gottfried von Calw zu übertragen.
Erste gesicherte Nachrichten zur Burg Treis stammen von 1121. In diesem Jahr hielt sich der Kaiser anlässlich seiner Belagerung und Eroberung der Burg persönlich in Treis auf. Otto von Salm hatte versucht, die Rechte der Askanier auf die Pfalzgrafschaft durchzusetzen und auch das Eigengut Siegfrieds an der Mosel sowie in Eifel und Hunsrück zu sichern. Diesem Zweck diente der Bau der Burg Treis, da die von Siegfried I. erbaute Burg Cochem sich in der Hand Gottfrieds befand. Vermutlich nach der Zerstörung der Burg Treis erbaute sich Otto von Salm auf dem Erbgut seiner Frau die Burg Rheineck und nannte sich um 1124 nach dieser Burg Otto von Rheineck.
Nachdem der Kaiser gestorben und Lothar von Supplinburg 1125 zu seinem Nachfolger gewählt worden war, gelang es dessen Schwager Otto von Salm bereits 1126, seinen Stiefsohn Wilhelm von Ballenstedt als Pfalzgraf einsetzen zu lassen. Wilhelm starb 1140 kinderlos und hinterließ seinen Eigenbesitz einem Kloster. Der mittlerweile herrschende erste Stauferkönig Konrad III. erkannte die Nachfolgeansprüche Ottos, der von Kaiser Lothar zum Co-Pfalzgrafen ernannt worden war, jedoch nicht an und belehnte stattdessen seinen Schwager Hermann von Stahleck mit dem Pfalzgrafenamt und der Vogtei über das Hochstift Trier. Die Burg Treis wurde offenbar als pfalzgräfliches Amtsgut betrachtet und von Hermann in Besitz genommen und weiter befestigt.
1147 oder 1148 nahm Hermann von Stahleck den gleichnamigen Sohn Ottos gefangen. Otto trug seine Rechte an der Burg Treis im September 1148 dem Trierer Erzbischof Albero zu Lehen auf, um sie von diesem als Lehnsnehmer zurückzuerhalten. Albero belagerte sogleich die Burg, woraufhin die Besatzung Pfalzgraf Hermanns abziehen musste. Im darauffolgenden Jahr ließ Hermann Ottos Sohn ermorden, vermutlich weil dieser sich weigerte, seinen Anspruch auf das Pfalzgrafenamt aufzugeben. Otto starb um 1150, worauf seine Witwe Gertrud von Northeim wohl versuchte, die Erbansprüche für ihre Tochter und deren Ehemann Dietrich VI. von Holland zu sichern. 1151 eroberte König Konrad III. die Burgen Cochem und Rheineck; erstere wurde Reichsburg, letztere zerstört.
Albero und sein Nachfolger Hillin ließen sich den Besitz der Burg durch den Papst und schließlich durch Kaiser Friedrich Barbarossa bestätigen, womit sie endgültig in den Besitz von Kurtrier kam. Dem Anschein nach lag die Kontrolle über die Burg Treis im 12. und 13. Jahrhundert beim Kardener Archidiakon. In der Folgezeit traten als Trierer Amtmänner und Burgmannen Angehörige von verschiedenen Adelsgeschlechtern auf: Freie von Treis, Herren von Pyrmont, Herren von Winneburg-Beilstein und Herren von Eltz.
Im Pfälzischen Erbfolgekrieg wurde die Burg im Jahre 1689 von französischen Truppen zerstört und später nicht wieder aufgebaut.
Erst ab den 1950er Jahren wurde die Ruine durch den Eigentümer vor dem völligen Verfall bewahrt.

## Heutige Nutzung
Das heutige Erscheinungsbild der Ruine wird dominiert von dem mächtigen quadratischen Bergfried, der bei der Restaurierung wieder um eine Etage erhöht wurde und ein Dach erhielt. Daneben sind noch Reste weiterer Gebäude und der Ringmauer erhalten. Der Weg zur Burg Treis ist gesperrt (Stand: 20. August 2015). Mitte 2020 wurden beide Treiser Burgen von der Gemeinde erworben und sollen künftig kulturell und touristisch genutzt werden.